# Український комітет у Чехословаччині
Український комітет у Чехословаччині — громадсько-суспільна організація, заснована 1926 у Празі, після ліквідації Українського громадського комітету. У Комітеті перевагу мали українські есери, крім них, були соціалдемократи, радикали й непартійні. Головою управи Українського комітету були Никифор Григоріїв, Микола Ґалаґан, Сергій Шелухін. Діяльність Комітету занепала в 1930-их роках.